# داني كيريغان
داني كيريغان (بالإنجليزية: Danny Kerrigan)‏ هو لاعب كرة قدم بريطاني، ولد في 4 يوليو 1982 في Basildon ‏ في المملكة المتحدة. لعب مع نادي ساوثيند يونايتد وهورنتشورتش وهيبريدج سويفتس.

## وصلات خارجية
- داني كيريغان على موقع قاعدة بيانات كرة القدم.إي يو (الإنجليزية)
- داني كيريغان على موقع Soccerbase.com (لاعب) (الإنجليزية)